# 꼭짓점 연산자 대수
수학에서 꼭짓점 연산자 대수(-點演算子代數, 영어: vertex operator algebra)는 등각 장론의 특정 국소적 연산자와 유사한 구조를 지니는 수학적 구조이다. 대략, 벡터를 행렬의 로랑 급수에 대응시키는 연산을 지닌 벡터 공간이다. 리 대수에서, 구조 상수를 로랑 급수로 일반화한 것으로도 생각할 수 있다.

## 정의
꼭짓점 연산자 대수(vertex operator algebra) {\displaystyle (V,Y,1,\omega )}는 다음과 같은 데이터로 이루어져 있다.
- {\displaystyle V=\bigoplus _{n=k}^{\infty }V_{n}}는 정수 차수 붙은(graded) 복소 벡터 공간이다. 각 차수 부분공간 {\displaystyle V_{n}<\infty }은 유한 차원이다. {\displaystyle k}는 임의의 정수다.
- {\displaystyle Y\colon V\otimes V\to V((z))}는 {\displaystyle V\otimes V}에서 형식적 로랑 급수 {\displaystyle V((z))}로 가는 선형 사상이다. 이는 {\displaystyle Y\colon V\to (\operatorname {End} V)((z))}로도 생각할 수 있다. 즉, 일종의 곱셈 연산이다. 이를 상태-연산자 사상(state–operator map)이라고 한다. 편의상 {\displaystyle a\in V}이면 {\displaystyle Y(a)(z)=\sum _{n\in \mathbb {Z} }a_{n}z^{-n-1}}으로 표기한다. 여기서 {\displaystyle a_{n}\in \operatorname {End} V}이다. 간혹 {\displaystyle a\in V}에 대하여, {\displaystyle Y}를 생략하고 {\displaystyle a(z)=Y(a)(z)\in \operatorname {End} ((z))}로 쓰기도 한다.
- {\displaystyle 1\in V_{0}}는 벡터 공간의 한 원소다. 이를 진공 상태라고 한다.
- {\displaystyle \omega \in V_{2}}는 등각 상태(conformal state)이다. 통상적으로 {\displaystyle L_{n}=\omega _{n+1}}으로 표기한다.

이는 다음과 같은 공리를 만족하여야 한다.
- (차수의 성질) {\displaystyle a\in V_{i}}, {\displaystyle b\in V_{j}}이면 {\displaystyle a_{n}b\in V_{i+j-n-1}}이다. 또한, {\displaystyle a\in V_{n}}이면 {\displaystyle L_{0}a=na}이다.
- (진공의 성질) {\displaystyle 1(z)}는 단위 연산자이다. 또한, 모든 {\displaystyle a\in V}에 대하여 {\displaystyle a_{-1}1=a}이다.
- 모든 {\displaystyle a,b\in V}에 대하여, {\displaystyle n}이 충분히 크다면 {\displaystyle a_{n}b=0}이다.
- (병진 연산자의 표현) 임의의 {\displaystyle a\in V}에 대하여, {\displaystyle (L_{-1}a)(z)=(d/dz)a(z)}이다.
- (비라소로 대수) {\displaystyle [L_{m},L_{n}]=(m-n)L_{m+n}+\delta _{m+n,0}(m^{3}-m)c/12}. 여기서 {\displaystyle c\in \mathbb {C} }는 비라소로 대수의 중심 전하(central charge)라고 한다.
- (야코비 항등식) {\displaystyle z^{-1}\delta ((x-y)/z)a(x)b(y)-z^{-1}\delta ((x-y)/z)b(y)a(x)=y^{-1}\delta ((x-z)/y)(a(z)b)(y)}. 여기서 {\displaystyle \delta (z)=\sum _{n\in \mathbb {Z} }z^{n}}은 디랙 델타 함수다.

## 참고 문헌
- Dong, Chongying (1995). “Introduction to vertex operator algebras I”. arXiv:q-alg/9504017.
- Nozaradan, Christophe (2008). “Introduction to vertex algebras”. arXiv:0809.1380.
- Borcherds, Richard E. (1986년 5월 15일). “Vertex algebras, Kac–Moody algebras, and the monster”. 《Proceedings of the National Academy of Sciences of the United States of America》 83 (10): 3068–3071. doi:10.1073/pnas.83.10.3068.
- Gebert, Chongying (1993년 12월 20일). “Introduction to vertex algebras, Borcherds algebras, and the monster Lie algebra I”. 《International Journal of Modern Physics A》 8 (31). arXiv:hep-th/9308151. Bibcode:1993IJMPA...8.5441G. doi:10.1142/S0217751X93002162.
- Gaitsgory, Dennis (1998). “Notes on 2D conformal field theory and string theory”. arXiv:math/9811061. Bibcode:1998math.....11061G.